# Сліпак
Сліпак, сліпець, зінське щеня (Spalax) — рід гризунів родини сліпакових (Spalacidae). Поширений у степових районах східного Середземномор'я, Причорномор'я, північного узбережжя Каспійського моря.

## Морфологія
Довжина тіла 20 — 35 см, хвіст дуже короткий, очі нерозвинені, сховані під шкірою: зовні видні тільки сліди зростання повік у суцільну складку.

## Поширення і біологія
Спосіб життя сліпака підземний. Сліпак риє розгалужені системи підземних галерей, в яких живе сам і які слугують середовищем існування багатьох інших видів тварин — комах, ропух тощо. Живиться цибулинами і корінням рослин. Поширені сліпаки переважно в лісостепу і степу.

## Систематика
Розрізняють щонайменше 6 видів, у тому числі 4 види у складі фауни України. При широкому розумінні обсягу цього роду (тобто вкл. групу Nannospalax) видовий обсяг роду зростає до 13 видів.
1) види роду Сліпак у вузькому розумінні (Spalax sensu stricto)
- група «giganteus»
  - Spalax arenarius — сліпак піщаний
  - Spalax giganteus — сліпак гігантський
  - Spalax uralensis — сліпак уральський
- група «microphthalmus»
  - Spalax graecus — сліпак буковинський
  - Spalax microphthalmus — сліпак східний
  - Spalax zemni — сліпак подільський.

поширення цієї групи видів обмежено північним Паратетісом — від Прикарпаття до Південного Уралу на північ від Чорного, Азовського і Каспійського морів.
2) Види роду Nannospalax, яких часто вкл. у склад Spalax (принаймні як окремий підрід):
- група «ehrenbergi»
  - Spalax carmeli
  - Spalax ehrenbergi
  - Spalax galili
  - Spalax golani
  - Spalax judaei
  - Spalax munzuri
- група «leucodon»
  - Nannospalax bulgaricus
  - Nannospalax hellenicus
  - Nannospalax hungaricus
  - Nannospalax insularis
  - Spalax leucodon — сліпець понтичний
  - Nannospalax montanoserbicus
  - Nannospalax montanosyrmiensis
  - Nannospalax monticola
  - Spalax nehringi
  - Nannospalax serbicus
  - Nannospalax turcicus

Поширення цієї групи видів пов'язано переважно з Балканами, Малою і Передньою Азією, Закавказзям; загалом на південь від Чорного, Азовського і Каспійського морів. один з видів проник у північно-західне Причорномор'я і, зокрема, поширений в Одеській області (на північ до Буковини і на схід до Південного Бугу).

## Роль у природі й охорона
Втрата видів сліпаків призведе до деградації степових комплексів, зокрема й зникнення ковилового степу (куртини ковили звичайно ростуть на старих кротовинах сліпаків).
Більшість видів фауни Європи і України включена до «червоних» переліків, у тому числі 3 види до Червоної книги України (2009).

## Сліпак в Україні
В Україні поширені 4 види:
- Сліпак буковинський (S. graecus) — в Україні межиріччя Дністра і Прута;
- Сліпак піщаний (S. arenarius) — нижньодніпровські піски (найбільш вузькоареальний вид ссавців фауни Європи);
- Сліпак звичайний (S. microphthalmus Güld.) — лісостепові й степові райони Лівобережжя;
- Сліпак подільський (S. zemni) — Прикарпаття, лісостепові і північно-степові райони Правобережжя.

Ще один вид, який часом відносять до цього роду, представляє рід Nannospalax (інколи як підрід): сліпець понтичний (Nannospalax leucodon Nordm.), поширений у півд.зах. частині Дністро-Бузького межиріччя.

## Найвідоміші в Україні дослідники
Найвизначніші огляди і ревізії сліпаків (Spalax s. l.) фауни України та суміжних країн підготовлено Лайошом Мегеєм (Mehely, 1909), Євдокією Решетник (Решетник, 1941), Катериною Янголенко (1965) та Вадимом Топачевським (Топачевский, 1969).

## Назва
Наукова назва Spalax походить від давньогрецької назви цих тварин — σπᾰ́λᾰξ. Українська назва сліпак походить від «сліпий», бо тварина через свої недорозвинені очі нічого не бачить. Назва зінське щеня зумовлена народними уявленнями, нібито ці тварини замість
очей мають тільки зіниці. У степових районах України сліпаків найчастіше називають «кротами», рідше «сліпцями», іноді «зінським щеням».